# Warmquelle
Koordinaten: 19° 10′ 51,2″ S, 13° 48′ 53,4″ O
Warmquelle ist eine Ansiedlung und Quelle (diese wird auch als Ongongo bezeichnet) in der Region Kunene im Nordwesten Namibias. 
Historisch wurde das warme Wasser der Quelle zum Bewässerungsfeldbau genutzt. Hierfür wurde eigens ein Aquädukt erbaut. Seit 2019 findet ein staatliches Projekt (Warmquelle Green Scheme Irrigation Project) zur erneuten Nutzung des Wassers für die Landwirtschaft statt. Die Quelle gibt etwa 0,19 Millionen Kubikmeter Wasser pro Jahr frei.
Die Ansiedlung verfügt über eine Schule.